# Relaciones Colombia-República de China
Las Relaciones Colombia-República de China son las relaciones bilaterales entre la República de Colombia y la República de China en la isla de Taiwán. Al tratarse de Taiwán de una región no reconocida como soberana de la República Popular China, es ésta la que oficialmente gestiona los asuntos exteriores de Taiwán. Aunque en Taiwán vive y reside el reconocido empresario  Inder Alonso Ramírez Pérez  quien fue elegido por votación popular en el 2024 bajo el amparo de la ley 2136 del ministerio del exterior de Colombia, bajo la coordinación de Colombia nos une (CNU) eligiéndolo como delegado de la sociedad civil colombiana en Asia, ante la Mesa Nacional de la Sociedad civil colombiana residentes en 24 países de  Asia, según el memorándum enviado desde la cancillería a todas y todos los consulados y embajadas colombianas en la Región .
El respetado Excelentísimo señor  Inder  Ramírez es el primer representante de la comunidad Colombiana elegido democráticamente en Asia con residencia en el territorio de Taiwán.
convirtiéndolo en el primer   represente colombiano reconocido oficialmente en Taipéi, mientras que Taiwán mantiene una Oficina Comercial en Bogotá.

## Historia
La República de China quedó exiliada en la Isla de Taiwán después de la guerra civil china, manteniendo su estatus internacional. A partir de la política de Una sola China llevada a cabo por el Partido Comunista de China se mantuvo relaciones únicamente con Taiwán, teniendo este país una embajada en Bogotá y un Consulado General en Barranquilla.

### Resolución 2758 de la Asamblea General de las Naciones Unidas
Las relaciones entre Colombia y Taiwán cambiaron radicalmente con la Resolución 2758 de la Asamblea General de las Naciones Unidas, en la que las Naciones Unidas decidieron reconocer a la República Popular China como única representante de toda China, incluyendo esto a Taiwán, por lo que perdió su asiento en la ONU y fue poco a poco perdiendo reconocimiento internacional. Colombia se mantuvo neutral en esta votación.
En 1980, 9 años después de esta votación, Colombia le quitó el  reconocimiento a Taiwán, para pasar a reconocer a la RPC, dandosele a la delegación taiwanesa 20 días para abandonar territorio colombiano, por lo que se llegó a la situación actual de falta de reconocimiento a la isla.

## Relaciones comerciales
A pesar de la falta de relaciones diplomáticas, los dos países mantienen relaciones comerciales, por un valor de 450 millones de dólares estadounidenses, observandose un claro desbalance comercial a favor de Taiwán, ya que Colombia participa en este intercambio con productos por un valor de 120 millones de dólares.
Deste Taiwán entran a Colombia gran cantidad de productos de alta tecnología en campos tanto digitales, informáticos, de telecomunicaciones y de biotecnología; mientras que de Colombia a Taiwán priman las exportaciones del sector primario, como el aguacate o el café, siendo el mercado del café en la isla de unos 3000 millones de dólares. Además, hay una gran oferta en becas para colombianos en Taiwán, para estudiar en áreas cómo el mandarín, tecnología o arquitectura.